# Everett (Washington)
Everett az Amerikai Egyesült Államok északnyugati részén, Washington állam Snohomish megyéjében elhelyezkedő város, a megye székhelye és legnagyobb városa. A 2010. évi népszámlálási adatok alapján 103 019 lakosa van.
A település a Port Gardner-félszigeten fekszik, ahol egykor a snohomish indiánok éltek. Everett 1893-ban kapott városi rangot, 1897-ben pedig a megye székhelye lett. Az 1910-es évek nagyobb sztrájkjai 1916-ban vérengzéshez vezettek.
A város legnagyobb munkaadói a Boeing és a haditengerészet.

## Története

### Megalapítása
A Port Gardner-félsziget már tízezer, a mai Everett területe pedig már kétezer éve lakott. A snohomish indiánok a Snohomish folyó torkolatánál fekvő Hilbulb (más néven Hebolb) faluban éltek. George Vancouver és csapata 1792-ben érkeztek a térségbe; a földet június 4-én, III. György brit király születésnapján Anglia részének kiáltották ki. 1824-ben a Hudson’s Bay Company, 1841-ben pedig Charles Wilkes és csapata is bejárták a térséget, megágyazva ezzel a jövőbeli amerikai jelenlétnek.
A Point Elliott-i egyezmény 1855-ös aláírásával az indiánokat a Tulalip rezervátumba költöztették. Az első állandó telepes Dennis Brigham massachusettsi asztalos volt. Később egy üzlet és egy fűrészüzem is nyílt, majd favágók érkeztek. Állandó település létrehozásáról 1890-ben döntöttek.
1890 júliusában a Queen of the Pacific hajón Henry Hewitt Jr. favágó és Charles L. Colby vasúti tisztviselő egy iparváros alapításáról döntöttek a Port Gardner-öbölben. A két férfi a Great Northern Railway vasúttársaság óceáni kikötőjének lehetséges helyén („a nyugat Pittsburghjében”) ipari központot szeretett volna létesíteni. 1890. augusztus 22-én a Rucker fivérek Tacomából a Port Gardner-félszigetre költöztek.
Szeptemberben John D. Rockefeller olajmágnás és Colgate Hoyt vállalkozó nyolcszázezer dollárt (mai árfolyamon 23 millió dollárt) biztosítottak Charles L. Colby számára a szükséges földterület megvásárlásához. A leendő település névadója Colby 15 éves fia, Everett Colby lett, mivel Hewittet lenyűgözte a fiú óriási étvágya. 1890. november 19-én Pierce megyében megalakult az Everett Land Company, amely egy héttel később a Rucker testvérektől 175,69 hektár földterülethez jutott. A félszigeten számos vállalkozás jött létre. A Rucker fivérek a további fejlődés érdekében tulajdonuk felét Hewittnek adományozták.
1891 elején több fafeldolgozó üzemet is létesítettek. A posta júliusban, a Seattle and Montana Railroad vasútvonala pedig októberben nyílt meg. Az év végére felépült az első iskola, szalon és templom is. A Swalwell testvérek az 1892 júniusában elkészült Hewitt sugárút mentén telekárusításba kezdtek. A település irányításáért az 1892. március 21-én alapított polgári bizottság felelt. Az év végére a térségnek ötezer lakosa volt. A Great Northern Railway vasútvonala 1893. január 6-án nyílt meg, azonban a várakozásokkal ellentétben végállomása nem itt, hanem Seattle-ben nyílt meg.

### Városi rang
A vízparti területek annexióját követően az Everett Land Company hozzájárult az önkormányzat létrehozásához. A vállalat el akarta kerülni, hogy a leendő város adót vethessen ki az iparterületeken működő cégekre, így ezek és Lowell település a kijelölt határokon kívül estek. Az 1893. április 27-ei szavazáson 670–99 arányban a városi rang mellett döntöttek, amelyet Everett május 4-én kapott meg. Az első polgármester Thomas Dwyer lett. A Hewitt sugárút mentén Lowellig közlekedő villamosvonalat 1893. július 3-án adták át.
Az Everett Land Company az 1893-as válság miatt pénzügyi nehézségekkel küzdött. A Monte Cristó-i bányákban talált érc gyenge minősége miatt a cég nem tudta teljesíteni a Ruckers fivérekkel kötött megállapodását. Rockefeller a befektetését haszontalannak ítélte, és a divesztícióval Frederick Gatest bízta meg. Alexander McDougall SS City of Everett nevű hajóját 1894-ben bocsátották vízre. Ugyanezen évben megalapították a női könyvklubot, valamint megnyitották az első kórházat és az első könyvtárat.
A gazdasági válság ellenére a faipar fejlődött, valamint konzervgyár, téglagyár és több kohó is létesült. A Monte Cristó-i bányákban további ércet találtak, és elindult az Everett and Monte Cristo Railway, így a népesség tovább növekedett. A klondike-i aranyláz hatására további hajókat építettek, melyekkel a befektetőket és vállalkozókat szállították.
1894. november 6-ára népszavazást írtak ki arról, hogy a megyeszékhely Snohomish helyett Everett legyen. A kiírás a lakosok és újságok körében hosszú vitákhoz vezetett. November 19-én Everettet kiáltották ki győztesnek, azonban egyesek szavazatvásárlásról és csalásokról beszéltek. Mivel Snohomish panaszt tett, a legfelsőbb bíróság az eredményt érvénytelenítette, viszont az 1985 októberi újraszámlálás alapján Everett nyert. Hosszú pereskedést követően 1897 januárjában a megyei iratokat Everettbe szállították. Az új városháza 1898. február 1-jén nyílt meg.

### Sztrájkok
A külső befektetők kivonulása után az Everett Land Company érdekeltségeit a James J. Hill és John T. McChesney által irányított Everett Improvement Companybe szervezték ki. Friedrich Weyerhäuser fűrészüzeme 1902-ben nyílt meg. Az évtized végén Everettben 11 fűrészüzem, 16 zsindelygyár és 17 vegyes üzemű létesítmény működött, ezért megkapta a „Gyárváros” és a „Kémények városa” beceneveket. A Weyerhaeuser 1915 áprilisában megnyílt, 62 méter magas kéménnyel rendelkező B üzemében naponta közel 2400 köbméter faanyagot tudtak feldolgozni.
1903-tól Snohomishba, 1910. május 2-ától pedig Seattle-be is el lehetett jutni vasúton. 1910-re a népességszám elérte a huszonötezer főt. A faipar az 1906-os San Franciscó-i földrengést követően fellendült, mivel szükség volt a magas minőségű, nyugati parti faanyagra. Everettben 1909. augusztus 2-án tűz ütött ki, melynek során leégett 12 kereskedelmi épület és a törvényszék; utóbbi egy évvel később, új helyszínen nyílt meg újra. Az 1912-es alapszabály-módosítást követően a várost a polgármester mellett három megbízott irányította.
A huszadik század első évtizedében a gyári munkások szakszervezetekbe tömörültek. Az Everetti Központi Kereskedelmi Tanácsnak 1901-ben hat, 1907-ben pedig huszonöt tagja volt. A tanács elérte, hogy biztonsági óvintézkedéseket vezessenek be a bányákban, ahol 1909-ben 35-en vesztették életüket. A Labor Journal és a The Commonwealth hetilapok 1914 során jelentek meg a szocialista szervezetek gondozásában. Az 1907 szeptemberében Bellinghamben kitört indiánellenes tüntetések túlélői Everettbe menekültek, azonban megverték és kirabolták őket.
Az 1916. november 5-ei „véres vasárnap” a térség egyik legtöbb halálos áldozattal járó eseménye volt. 1916 májusában a zsindelygyári dolgozók sztrájkját a munkáltató egyre agresszívebben próbálta leverni, amely felkeltette az Industrial Workers of the World (IWW) figyelmét. A szervezet tagjai rendszeresen felszólaltak Everett utcáin, ezért az önkormányzat korlátozta a szabadtéri szónoklást. 1916. október 30-án Donald McRae seriff és felfegyverzett őrsége megvert 41 kikötni próbáló szakszervezeti tagot. Az esetet követően háromszáz szakszervezeti tag és kétszáz rendfenntartó csapott össze. A hosszú tűzharcban öt szakszervezeti tag és két rendfenntartó halt meg; utóbbiakat saját társaik lőtték le. Tizenkét IWW-tag holttestét a víz alól hozták fel. Legalább ötvenen megsebesültek és 297 személyt ítéltek el. Thomas Tracy volt az egyetlen IWW-tag, akit a bíróság felmentett.
A sztrájk 1916. november 10-én ért véget; a lakosok végül az IWW ellen fordultak. Az első világháborúban a szervezet megpróbálta a fafeldolgozást megzavarni. A vérengzést követően az állam megtiltotta, hogy a polgárok államcsíny segédletében vegyenek részt; a törvény egészen 1999-ig érvényben volt. A huszadik század végén az egykori kikötőben emléktáblákat helyeztek el.

### A háborúk között
Az 1920-as években az árváltozás negatívan érintette a faipart, azonban az 1923-as nagy kantói földrengést követő helyreállítás, valamint a Panama-csatorna megnyitása fellendülést okozott. A Clough-Hartley zsindelygyár a világ legnagyobb ilyen létesítménye volt; az üzem naponta 1,5 millió zsindelyt állított elő. A városban naponta 4,5 millió zsindelyt és 8300 köbméter fűrészárut gyártottak. A kikötőt kezelő szervezet 1918. július 13-án jött létre, amely az 1920-as évek végén megnyitotta az Ebey-szigeti repülőteret, valamint a tulajdonába került a Jetty-sziget. 1915-ben a város megvásárolta a magánkézben lévő vízhálózatot, és négy év múlva a Sultan folyóból biztosította a vízigényt.
Az 1920-as években a belvárosban az új városháza mellett két iskola és számos irodaház épült, emellett a kórházakat is bővítették. A 140 vendégszobával rendelkező Monte Cristo Hotel 1925-ben nyílt meg. A KFBL (ma KRKO) rádióadó adása 1922. augusztus 25-én indult el. 1924-ben a Weyerhaeuser harmadik üzeme 1500 személyt foglalkoztatott.
Az autózás elterjedésével új utak épültek. A Stevens Pass Highway 1925-ben nyílt meg, amelyet 1939-ben viadukttal bővítettek. A Pacific Highway (a U.S. Route 99 része) 1927-re készült el. Everett volt az USA egyik első városa, ahol a villamosokat buszok váltották; az utolsó kötött pályás jármű 1939. február 20-án közlekedett.
A faanyagok iránti kereslet csökkenésével megnőtt a munkanélküliség; 1932-ben az arra kötelezettek 32%-a nem fizetett ingatlanadót. A segélyszervezetek és a Works Progress Administration programjai révén a városban golfpálya és könyvtár épült, valamint fejlődtek az utcák is. Az 1936-ban megnyílt Paine repülőtér kezdetben kereskedelmi járatokat is indított, de később katonai célokra használták. Az Everett–Pacific Shipbuilding & Dry Dock Company 1949-ig működő hajógyára hatezer embert alkalmazott.

### Urbanizáció
A második világháború végén a Hewitt és Colby sugárutak csomópontjában számos nagyobb áruház és étterem létesült. A tankerület diákjainak száma 1941 és 1951 között hatezerről 11 600-ra növekedett. Az 1947-ben megnyílt Everett Memorial Stadiumban középiskolai sportmérkőzéseket és más városi eseményeket rendeztek. Az 1943-ban átadott Baker Heights 1275 apartmanjában kezdetben katonák, később pedig alacsony jövedelmű családok éltek.
A U.S. Route 99 részét képező Evergreen Wayen 1950-ben egy szupermarket nyílt, melyet később több üzletközpont és hipermarket követett. 1959. december 31-én egy 360 hektáros területet csatoltak a városhoz; később Lowell és más területek annexiójával a népesség elérte az ötvenezer főt. Az annektált területek kiszolgálására 1961-ben megnyílt a Cascade Középiskola, 1965 februárjában pedig átadták az Interstate 5 Észak-Everett és Seattle között haladó, 2×3 sávos szakaszát, amely az egykori vasútvonal nyomvonalát követi. Az autópálya 1968-ban érte el a belvárost.
A Boeing 1943-ban alapított gyárában B–17 Flying Fortresseket gyártottak. Az üzemet 1956-ban a hajóműhely területére költöztették; 1965-ben 1728 alkalmazottjával a város legnagyobb foglalkoztatója lett. A vállalat 1966 márciusában a Paine repülőtér közelében 320 hektárt vásárolt a Boeing 747-esek fejlesztésére. Az első, „City of Everett” becenevű 747-es gyártása 1987 januárjában kezdődött; a gépet 1968 szeptemberében mutatták be, első repülése pedig 1969. február 9-én volt. Az üzemet később többször is bővítették; 767-eseket, 777-eseket és 787 Dreamlinereket is gyártottak itt.
Az 1960-as években a térség tovább növekedett; az évtized végére a városhatár nyugaton Mukilteóig, délen pedig Silver Lake-ig ért. A Washington State Route 526 az Everett Mall leendő helyszínéig épült meg. A pláza építése 1969 februárjában kezdődött; a megnyitó 1974. október 9-én volt. A gazdasági visszaesés miatt a pláza fejlesztése lelassult, a Boeing pedig elvetette a 2707 projektjét. A repülőgyár több mint húszezer dolgozót elbocsátott, a tankerület pedig a diákok számának csökkenése miatt három iskoláját bezárta.
Az 1970-es években a fafeldolgozók többsége bezárt. A Scott Paper Company papírgyára 2012-ben szűnt meg. Az 1980-as évektől a gazdaságban nagy szerepe van a technológiai vállalatoknak (például Hewlett-Packard). Az egykori szeméttelepen később gumikat hasznosítottak újra; az üzem 1984 szeptemberében kigyulladt és hét hónapig égett.

### A belváros átalakítása

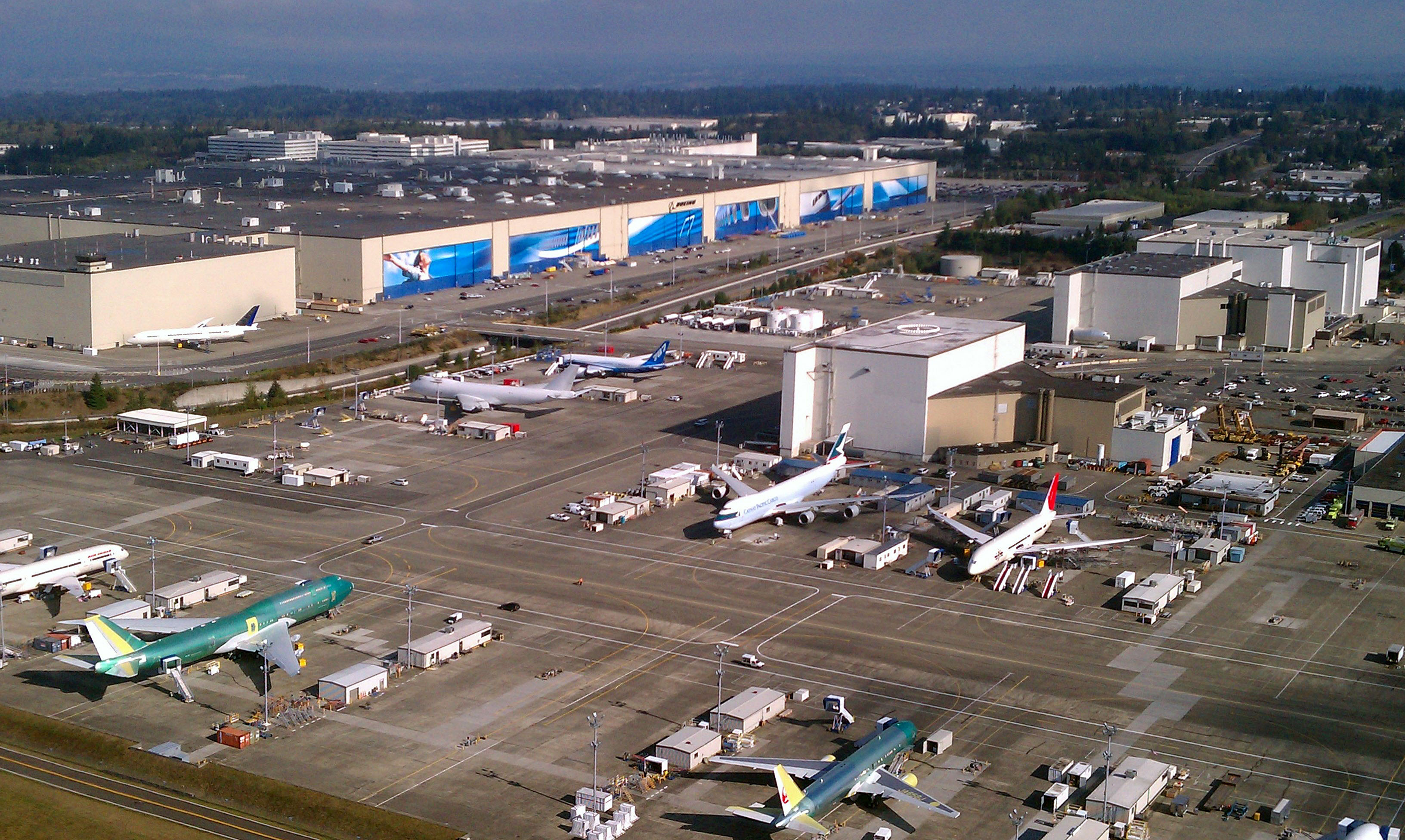
A Boeing gyára

A Boeing gyára 1980-ban 18 ezer embert foglalkoztatott; ekkor a 767-esek fejlesztésén dolgoztak. A Seaway Boulevardon egy ipari parkot létesítettek. A kikötőt fenntartó szerv a Port Gardner-öbölben kereskedelmi zónát tervezett, azonban az 1980-as évek elején több cég is pénzügyi problémákkal küzdött. A haditengerészet 1984-ben Everettet választotta egy leendő támaszpont helyszínéül, melynek kivitelezése 1987 és 1994 között zajlott, az első hajók pedig 1994 szeptemberében érkeztek meg. Számos repülőgép-hordozó (például a USS Abraham Lincoln) hosszabb ideig is a bázison állomásozott.
Az 1990-es években a város fennállásának századik évfordulójára készültek. A Boeing gyárát 1993-ra 39 hektárral bővítették. A belső kerületekben csökkentették a forgalmat és szélesítették a járdákat, valamint növelték a zöldövezet nagyságát. A belvárosban több irodaház (például Everett Mutual Tower) is épült, másokat pedig felújítottak. A Paine repülőtér közelében fekvő terület 2000-es annexiójával a népesség meghaladta a 91 ezer főt. A várost a Nemzeti Civil Liga 2002-ben kitüntette a polgári együttműködést díjazó All-America Awarddal, 1993 óta pedig a városi zöldövezetek gondozásáért odaítélhető Tree City USA díjazottja. A 2000-es években Delta városrészben a kohó bezárását követően a talaj megtisztításába kezdtek.
A Sound Transit közlekedési vállalat hálózata 1996 óta fedi le Everettet. A 2003-ban megnyílt pályaudvar autóbusz- és vasútállomásként, valamint a Sounder helyiérdekű vasútvonal végpontjaként is szolgál. 2005 és 2008 között az Interstate 5-ön bővítették a sávokat és csomópontokat alakítottak át; az everetti szakasz az autópálya legzsúfoltabb része.
A belvárosban a 2000-es és 2010-es években az önkormányzat és magánbefektetők további fejlesztéseket hajtottak végre. A 2003-ban megnyílt Everett Events Centerben (ma Angels of the Wind Arena) sportcsarnokot, kongresszusi központot és jégpályát alakítottak ki. A 2005-ben átadott adminisztratív központban találhatóak a közintézmények, a fogda, egy parkolóház és egy tér is. A 2010-es években az építési szabályok enyhítésének köszönhetően két szálloda és több társasház is épült. Mivel a térségben növekedett a hajléktalanok száma, Everettben két szállót is átadtak, melyek 150 férőhelyet nyújtanak.
A Boeing everetti gyárát választotta a 787 Dreamliner és a 747–8 fejlesztésének helyszínéül. A Future of Flight Aviation Center & Boeing Tour repülőmúzeum 2005-ben nyílt meg a vállalat és a megye együttműködésével. A 777X fejlesztése 2013-ban kezdődött, melynek részeként 2016-ra tovább bővítették a gyárat. A Paine repülőtérről 2019. március 4-e óta indulnak újra kereskedelmi járatok.
Az önkormányzat az 1990-es években a Snohomish folyó partján elhelyezkedő hulladéktelep átalakításába kezdett, azonban a projekt a magánbefektetők miatt nem haladt előre. Az eredeti tervek szerint 56 hektáron irodák, üzletek, lakások és parkok létesültek volna. A projektet végül három körzetre osztották: egy családi házas, egy társasházi és egy irodai részt alakítottak ki. A kikötő egy részének átalakításának ötletét 2007-ben pénzügyi gondok miatt elvetették. A 2018-ban kezdődő Waterfront Place projekt lakásokat, szállodákat, éttermeket és üzleteket foglal magában. 2020 júliusában egy félkész társasház leégett.
A két kórház 1994-es összevonásával létrejött Providence Regional Medical Centert 2011-ben bővítették. Snohomish megye első koronavírusos esetét Everettből jelentették 2020. január 20-án. A járványhelyzet súlyosbodásával 2020. március 21-én veszélyhelyzetet rendeltek el; a rendelet miatti költségvetési hiány következtében 160 önkormányzati dolgozót elküldtek és a közszolgáltatások korlátozását tervezik. A város 2020-as költségvetését már korábban is csökkentették a 2017-es túlköltekezés miatt.

## Földrajz és éghajlat

### Földrajz
A seattle-i agglomeráció részét képező város a Port Gardner-félszigeten fekszik; nyugatról a Port Gardner-öböl, északról és keletről pedig a Snohomish folyó határolja. A félszigettől délre és délkeletre fekvő területeket Everett a 20. században annektálta. A város területén 18 kilométer hosszú édesvízi, és 18 kilométer hosszú sós vízi partszakasz húzódik. A A Népszámlálási Hivatal adatai alapján Everett területe 125,59 km2, melyből 86,64 km2 szárazföldi, 38,95 km2 pedig vízi terület.
Az Everett és Mukilteo közötti határ nagyobbrészt a Japán-szurdok mentén húzódik. A délnyugatra fekvő Lake Stickney a túlterjeszkedést korlátozó övezet része. A déli határvonal Mill Creek közelében, a Washington State Route 527 mentén, az északi vonal pedig a Smith-sziget és Marysville közelében húzódik. A Snohomish folyón Everettet Marysville-lel és Lake Stevensszel több híd is összeköti. A Chaplain-víztározó körüli 1509 hektáros erdőség Everett területén fekszik.
A Port Gardner-félsziget 14 ezer évvel ezelőtt, a jégkorszak során jött létre; talaja az olvadékvízből származó agyagot és homokot tartalmaz. 1994-ben Everett nyugati határán törésvonalat fedeztek fel. Az 1990-es években talajfolyósodásra utaló jeleket találtak. 2002-ben a város készenléti csoportot hozott létre, amely rendszeresen tart gyakorlatokat. A délnyugati városrészekben a Port Gardner-öbölbe folyó patakok által kialakított szakadékok vannak. A térségben előfordulhatnak földcsuszamlások, amelyek fennakadásokat okoznak a vasúti közlekedésben. Más városi vizek a Snohomish folyónál vagy a Washington-tónál végződnek.

#### Városkép
A város és a lakószövetkezetek közötti kommunikáció a városrészekért felelős hivatalon keresztül történik. A 19 lakószövetkezet választott vezetőkkel, a várostól függetlenül működik.

#### Belváros
Everett belvárosa a Pacific Avenue, a West Marine View Drive, az Everett Avenue és a Broadway által határolt terület, ahol a városi és megyei közintézmények mellett irodák, szállodák és lakások is találhatóak. A Broadwaytől nyugatra elhelyezkedő Angel of the Winds Arena mellett történelmi negyed található. Számos belvárosi utca az Everett Land Company alapítóinak és partnereinek (például John D. Rockefeller, a Rucker testvérek, Charles L. Colby és Alexander McDougall) nevét viseli. Az önkormányzat a népsűrűség növelése érdekében a Link könnyűvasút jövőbeli állomása körül az épületek maximális emeletszámát 25-re növelte.

### Éghajlat
A város éghajlata óceáni, azonban a Köppen-skála besorolása szerint Csb (mediterrán). Everett a heves esőzéseket okozó Puget Sound-i konvergenciazóna északi határán fekszik.
A legmelegebb hónap augusztus, az átlaghőmérséklet ekkor 22,6 °C; a leghidegebb hónap január, az átlaghőmérséklet ekkor 7,2 °C. A melegrekord (38 °C) 2009. július 29-én és 2020. augusztus 16-án, a hidegrekord (-18 °C) pedig 1993. november 11-én dőlt meg. Az éves csapadékmennyiség (907 mm) többsége október és március között hull; a legcsapadékosabb hónap december. A legtöbb hó (68 cm) 1965-ben esett.
| Hónap                         | Jan.  | Feb.  | Már.  | Ápr. | Máj. | Jún. | Júl. | Aug. | Szep. | Okt. | Nov.  | Dec.  | Év    |
| ----------------------------- | ----- | ----- | ----- | ---- | ---- | ---- | ---- | ---- | ----- | ---- | ----- | ----- | ----- |
| Rekord max. hőmérséklet (°C)  | 22,2  | 23,3  | 27,8  | 31,1 | 33,9 | 36,7 | 33,9 | 34,4 | 31,7  | 28,3 | 22,8  | 18,9  | 36,7  |
| Átlagos max. hőmérséklet (°C) | 8,9   | 10,6  | 12,8  | 15,6 | 18,3 | 21,1 | 23,9 | 23,9 | 21,1  | 16,1 | 11,1  | 7,8   | 16,0  |
| Átlagos min. hőmérséklet (°C) | 1,7   | 1,1   | 2,8   | 5,0  | 7,8  | 10,6 | 12,2 | 12,2 | 9,4   | 5,6  | 3,3   | 0,6   | 6,1   |
| Rekord min. hőmérséklet (°C)  | −18,0 | −18,0 | −12,2 | −5,0 | −3,9 | 2,2  | 2,8  | 3,3  | −0,6  | −5,6 | −18,0 | −18,0 | −18,0 |
| Átl. csapadékmennyiség (mm)   | 130   | 81    | 94    | 76   | 68   | 58   | 30   | 29   | 50    | 91   | 141   | 131   | 979   |
| Forrás: The Weather Channel   |       |       |       |      |      |      |      |      |       |      |       |       |       |

## Népesség
A 2010-es népszámláláskor a városnak 103 019 lakója, 41 312 háztartása és 23 828 családja volt. A népsűrűség 1198,5 fő/km2. A lakóegységek száma 44 609, sűrűségük 519 db/km2. A lakosok 74,6%-a fehér, 4,1%-a afroamerikai, 1,4%-a indián, 7,8%-a ázsiai, 0,7%-a a Csendes-óceáni szigetekről származik, 6,1%-a egyéb, 5,3%-a pedig kettő vagy több etnikumú. A spanyol vagy latino származásúak aránya 14,2% (   )
A háztartások 30,5%-ában élt 18 évnél fiatalabb. 38,2% házas, 12,5% egyedülálló nő, 5,7% egyedülálló férfi, 43,6% pedig nem család. 34,1% egyedül élt; 9,3%-uk 65 éves vagy idősebb. Egy háztartásban átlagosan 2,39 személy élt; a családok átlagmérete 3,09 fő.
A medián életkor 34,4 év volt. A város lakóinak 22,7%-a 18 évesnél fiatalabb, 11,3% 18 és 24 év közötti, 30,6%-uk 25 és 44 év közötti, 25%-uk 45 és 64 év közötti, 10,3%-uk pedig 65 éves vagy idősebb. A lakosok 50,9%-a férfi, 49,1%-a pedig nő.

## Gazdaság
A Népszámlálási Hivatal 2018-as becslése szerint a városban 59 599 aktív korú lakos él, a munkanélküliség pedig 5,7%. A 2012-es adatok szerint a 7335 vállalkozás 94 ezer munkahelyet biztosít. A legnagyobb foglalkoztatók a repülőgyártás, a vízi tevékenységek, a technológiai szektor és a szolgáltatóipar. A munkahelyek 31%-át a Boeing nyújtja; a Paine repülőtéren található gyár térfogat alapján a világ egyik legnagyobb épülete. A Boeing jelenléte a teljes gazdaságra hatással van: a sztrájkok és elbocsátások a többi szektorban is visszaesést okoznak.
A 19. és 20. századokban jelentős volt a fafeldolgozás, a halászat és a hajógyártás. Az utolsó faipari üzem, a Kimberly-Clark Corporation cellulózgyára 2012 áprilisában zárt be, az épületet pedig egy évvel később bontották le. Az 1960-as években a Boeing gyárának megnyitását követően számos egyéb vállalkozó jelent meg. Az 1990-es évek óta a város az egyéb iparágakat is favorizálja. A kikötő által létesített ipari parkban az Amazon.com és a FedEx is tart fenn telephelyet.
2018-ban a lakosok 18%-a a gyártóiparban, 18%-a az oktatásban, 12%-a a kereskedelemben, 11%-a a professzionális szolgáltató szervezeteknél, 11%-a pedig a szórakoztatóiparban dolgozik. A városban van az elektronikai mérőeszközöket gyártó Fluke Corporation (ma a Fortive része), valamint a Funko játékgyártó székhelye; utóbbi a városban üzletet és logisztikai központot is fenntart.
A lakosok 28%-a a városhatárokon belül dolgozik, míg 15%-uk Seattle-be ingázik; 70% saját gépjárművel, 14% telekocsíval, 6% pedig tömegközlekedéssel jut el munkahelyére. Az everetti munkahelyek 15%-át helyi lakosok töltik be; 7%-uk Marysville-ben, 5%-uk Seattle-ben, 4%-uk pedig Lake Stevensben él. A Boeing gyárának első műszakváltása a reggeli és délutáni csúcsban a városi autópálya-csomópontokban nagy torlódásokat okoz.
Az Evergreen Way és az Everett Mall Way mentén elhelyezkedő hipermarketek és más kereskedelmi egységek 2012-ben kétmilliárd dolláros forgalmat bonyolítottak. A két út kereszteződésében számos autókereskedés található. Az Everett Mall 1974-ben nyílt meg; a pláza 2005-ben mozival bővült.
|    | Vállalkozás                                | Alkalmazottak száma |
| -- | ------------------------------------------ | ------------------- |
| 1  | Boeing                                     | 35 000              |
| 2  | Providence Regional Medical Center Everett | 4906                |
| 3  | Washington állam                           | 3000                |
| 4  | Haditengerészet                            | 2900                |
| 5  | The Everett Clinic                         | 2871                |
| 6  | Snohomish megye                            | 2759                |
| 7  | Everett Public Schools                     | 2443                |
| 8  | Fluke Corporation                          | 1200                |
| 9  | Everett város                              | 1198                |
| 10 | Megyei közműszolgáltató                    | 1004                |

## Közigazgatás
A polgármestert és a képviselő-testület hét tagját négy évre választják. 2021-től öt képviselő saját választókerületéből kerül ki, kettő pedig körzetfüggetlen. A testületi üléseket The Everett Channel tévécsatorna közvetíti. Az önkormányzat székhelye a Wall Street Buildingben, az egykori városházával szemközt található; utóbbiban ma a rendőrség székhelye és testületi irodák találhatóak.
A 2017-ben megválasztott Cassie Franklin a város első női polgármestere. A vezető feladata a különböző bizottsági tagok, valamint a rendőrfőnök és a tűzoltóparancsnok kiválasztása. A város saját tömegközlekedési vállalatot és könyvtárat tart fenn.
Everett megyeszékhelyként számos regionális intézménynek (például az 1987-ben alapított törvényszék) ad otthont.

### Bűnözés
Az everetti kapitányságon a 2020-as adatok szerint 201 rendőr dolgozik, 5 pozíció pedig betöltetlen. 2015-ben a városban 422 erőszakos és 6172 vagyon elleni cselekmény történt; ezek aránya 2009–2010 óta csökken. A CQ Press a bűnelkövetési arány alapján az USA-beli városokról statisztikát vezet; itt Everett az első húsz százalékban van. 2019-ben a város a National Council for Home Safety and Security washingtoni településeket rangsoroló listáján a 49. helyen állt.
A városi és megyei hatóságok 2009-ben számos razziát tartottak a bikinis felszolgálókat foglalkoztató kávézókban, mert az alkalmazottak megsértették a felnőtt szórakoztatóiparra vonatkozó szabályokat. A város öltözködési szabályokat írt elő, azonban a kerületi bíróság 2017-ben a vállalkozások és munkavállalók javára döntött. 2019-ben a fellebbviteli bíróság a városi rendeletet helyben hagyta, azonban a határozat kihirdetéséig a rendeletet nem tartatják be.
A drogterjesztés hatására a városban jelentős az oxikodon- és heroinfogyasztás. 2017 januárja és augusztusa között a Providence rendelőiben 655 túladagolásos esetet kezeltek, a megyei fogdán pedig a bevonultak 34%-ának lett pozitív a drogtesztje. Az opioidhasználat hatására 2015 és 2017 között 65%-kal nőtt a hajléktalanok aránya, amely nagy terhet rótt az ellátórendszerre. Everett 2017 januárjában keresetet nyújtott be az oxikodontartalmú OxyContint előállító Purdue Pharma ellen, mert szerintük a vállalat gondatlansága hozzájárult a fogyasztás növekedéséhez. A perben megneveztek egy Los Angeles-i terjesztőhálózatot, valamint megemlítették, hogy az orvosok nagy arányban írják fel a hatóanyagot, a Purdue Pharma pedig direkt marketinget folytat. A keresetben a megye és a tulalip törzs is érintett volt; az ügy végül az észak-ohiói kerületi bíróságra került.

## Kultúra
A történelmi helyek nemzeti jegyzékében 14, míg az 1987-ben létrehozott városi jegyzékben 35 helyszín szerepel. A 2002-ben alapított Historic Everett a városi emlékeket bemutató túrákat szervez.
Everettben több óvárosi rész is található, ahol építési korlátozások vannak érvényben. Henry M. Jackson szenátor lakóháza a Rucker–Grand negyedben található. A 21. század során számos történelmi épületet helyreállítottak.
Az 1953 és 2007 között létező Everett Museum of History bezárását követően a gyűjtemény elemeit a város különböző pontjain tárolják, azonban később tervezik egy állandó helyszín létrehozását.

### Művészet

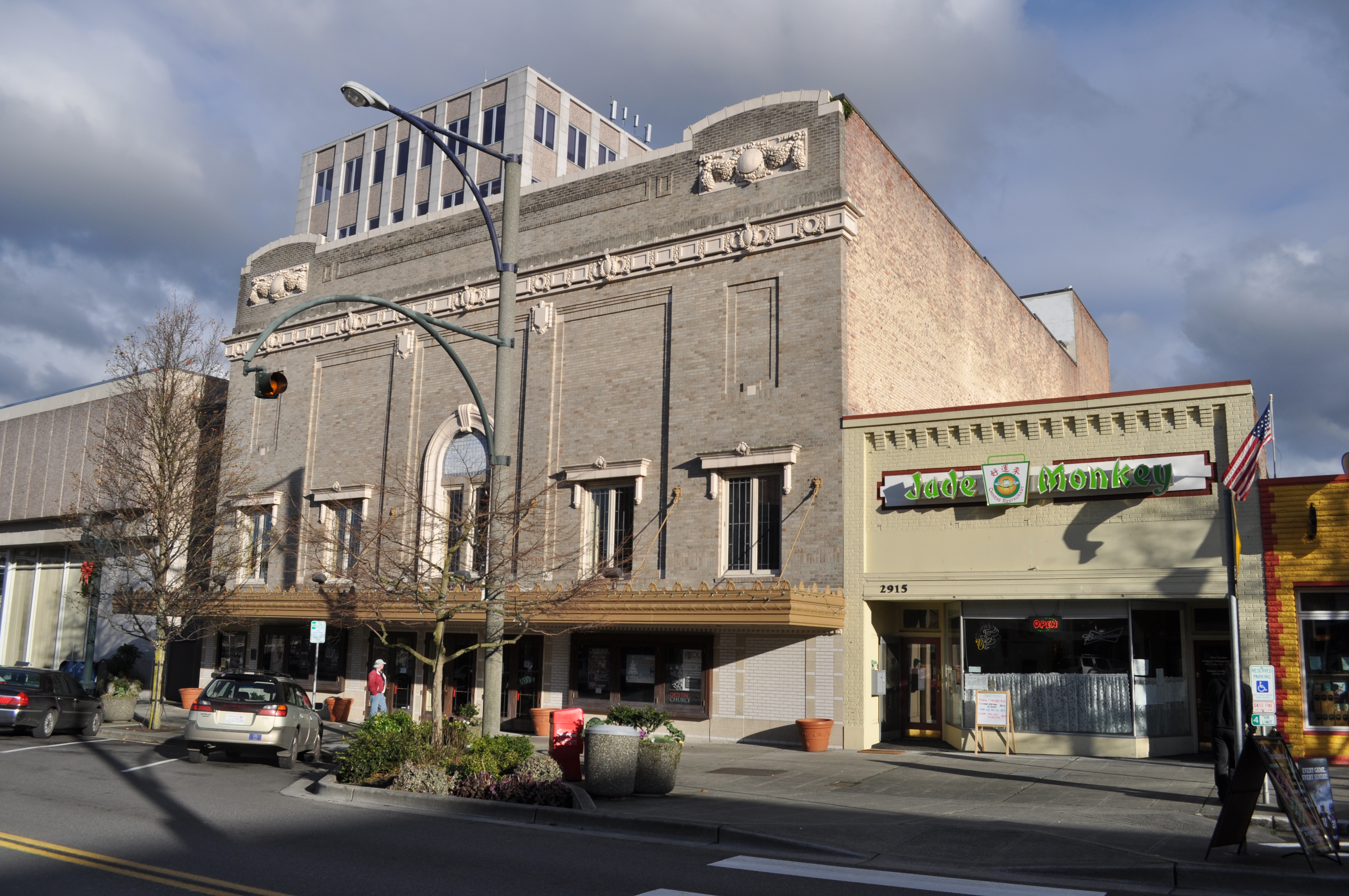
Historic Everett Theatre

Everettben öt nagyobb és számos kisebb előadó-művészeti létesítmény található.
A Colby sugárút 834 férőhelyes filmszínháza (Historic Everett Theatre) 1901-ben nyílt meg. Az egykori színházi negyedben a huszadik század elején megnyílt Everett, Granada, Balboa és Roxy színházak működtek. A Colby sugárúton fekvő létesítmény az utolsó, amely ma is üzemel. Az 1923 decemberben leégett mozit 1979-ben további vásznakkal bővítették, 1989-ben pedig bezárták; felújítása a 2000-es évek elején kezdődött. A Village Theatre Issaquah mellett a városi kórusnak is otthont adó Everett Performing Arts Centerben lép fel. A fiatal fellépőknek helyet adó KidStage 2011-ben nyílt meg egy korábbi bank épületében. A középiskolai előadóteremből átalakított Everett Civic Auditorium 1939-ben nyílt meg; a 2010-ben pénzügyi problémák miatt megszűnt Everett Symphony tagjaiból alakult Everett Philharmonic Orchestra is itt lép fel.
Az 1974-ben alapított művészeti tanács a közterületi alkotásokért felelős. Egy városi rendelet értelmében a költségvetés bizonyos hányadát új műtárgyak beszerzésére fordítják. Augusztusban a belvárosban elhelyezett tizenhat köztéri zongorát bárki használhatja. A 2011-ben megnyílt, az Artspace Projects által fenntartott Schack Art Center a Hoyt sugárút mentén található; itt 2000-ben köztéri szobrokat állítottak fel. A létesítmény névadói John és Idamae Schack, a régió művészetének támogatói. A megnyitást követő első évben a 265 kiállító harmincháromezer látogatót vonzott; ez hozzájárult a belváros átalakításához. A megfizethetőség és az önkormányzat általi ösztönzök hatására számos seattle-i zenész választotta Everettet lakóhelyéül.

### Turizmus
A függetlenség napjához kapcsolódóan a vízparton tűzijátékot rendeznek. 1997 óta a belváros a kolbászfesztivál helyszíne. Az 1990-es évektől filmfesztivált, autóbemutatót, kertészeti fesztivált és művészeti programot is rendeznek. Az 1970-től megrendezett Salty Sea Days felvonulás, autóbemutató és hidroplánverseny is része volt. A 2003-ig az idegenforgalmi adó bevételéből finanszírozott fesztivált 2006-ig rendezték meg.
Az 1994-ben alapított termelői piac a május és október közötti vasárnapokon tart nyitva; helyszínét a nehéz megközelíthetőség orvoslására a kikötőből a Wetmore sugárútra költöztették. A vásáron 200 eladótól lehet vásárolni, és ötezer látogatót vonz. A városi pályaudvaron nyaranta bazár üzemel, a vízparton pedig koncerteket rendeznek.
Az önkormányzat és a belváros fejlesztésére létrehozott szervezet a település népszerűsítésén kezdett dolgozni. A 2014-es logóverseny 850 tervezetére 5700-an szavaztak. A nyertes logó helyett 2019-ben újat kellett választani, mivel az eredeti pályamű hasonlított az Envestnet vagyonkezelő emblémájára. A Washingtoni Sörtanács 2012-ben kézművessör-fesztivált alapított, amelyet 2017 óta a város Upper Left Beerfest néven rendez meg. A májusban tartott, háromnapos Fisherman’s Village Music Festivalon 50-en lépnek fel.
A megye tulajdonában álló, de a Boeing által üzemeltetett Future of Flight Aviation Center repüléstörténeti múzeum a Boeing gyárát mutatja be. A létesítménynek 2017-ben 495 ezer látogatója volt. A Future of Flight Aviation Centert 2008-ban nyitották meg egy felújított hangárban; gyűjteménye huszadik századi katonai gépjárművekből és repülőgépekből áll. Az Imagine gyermekmúzeumot 2004-ben költöztették Marysville-ből Everettbe; a létesítményben interaktív történelmi, tudományos és művészeti kiállítások találhatóak.

## Parkok
Everett több mint 40 szabadtéri létesítménye (parkok, golfpályák és játszóterek) 280 hektáron, többségében természetvédelmi övezetben terül el. A parkok fenntartásáért felelős bizottság sporteseményeket, valamint főző- és kertészeti tanfolyamokat is szervez.
Az 1894-ben alapított, kezdetben főtérként szolgáló Clark Park a színpad 1979-es elbontásáig tüntetések helyszíne is volt. A Garfield Parkban, a Kasch Parkban, a Henry M. Jackson Parkban és a Phil Johnson Ballfieldsen sportpályák találhatóak. Az 1934-ben megnyílt American Legion Memorial Parkban, valamint az 1972-ben megnyílt Walter E. Hall Parkban városi tulajdonú golfpályák vannak, míg az 1910-ben alapított Everett Golf & Country Club 27 hektár területű magánlétesítmény.
A Howarth, Rotary és Langus Riverfront parkok a Silver-tó partján fekszenek, ahol strandok és csónakkikötők találhatóak. A 10. utcán fekvő kikötőből a Jetty mesterséges szigetre komp közlekedik. A Spencer Island Regional Parkot az állam és a megye közösen üzemelteti. Az Interurban gyalogos és kerékpáros útvonalon Mountlake Terrace, Shoreline és Seattle érhető el. A város északi részén húzódó, 9,7 km hosszú Mill Town Trail a térség történelmét mutatja be.
A 80 hektáros Forest Park 1894-ben került a város tulajdonába. 1914-ben Oden Hall parkigazgató állatkertet nyitott, ahová cserék és ajándékozások útján kerültek állatok. A gondozói poszt 1958-ban, az állatkert pedig 1962-ben szűnt meg finanszírozási problémák miatt. A Forest Park egyéb létesítményei az 1930-as években épültek ki; területén 1997-ben és 2020-ban nagyobb felújításokat végeztek. 1975-ben ideiglenes uszodát létesítettek, amelyet 1984-ben állandó helyszínre költöztettek.
Az American Legion Memorial Park egy korábbi indián falu és kohó helyén található; a területének nagyobb részét elfoglaló, az Amerikai Légió által létesített golfpálya 1935-ben került a város tulajdonába. Az arborétumot és a múzeumot 1963-ban alapították. A 2014-ben megnyílt Hilbulb kilátó nevét egy snohomish faluról kapta.
A Port Gardner-öbölben fekvő Jetty mesterséges szigeten tájvédelmi körzetet alakítottak ki. A 3,2 km hosszúságú sziget 1929 óta az everetti kikötőt kezelő vállalat tulajdonában van. Az 1985-ben indított, ma július és szeptember között közlekedő komp évente ötvenezer utast szállít. A mesterséges szigeten 115 madárfaj, valamint lazacok és puhatestűek élnek.

## Oktatás

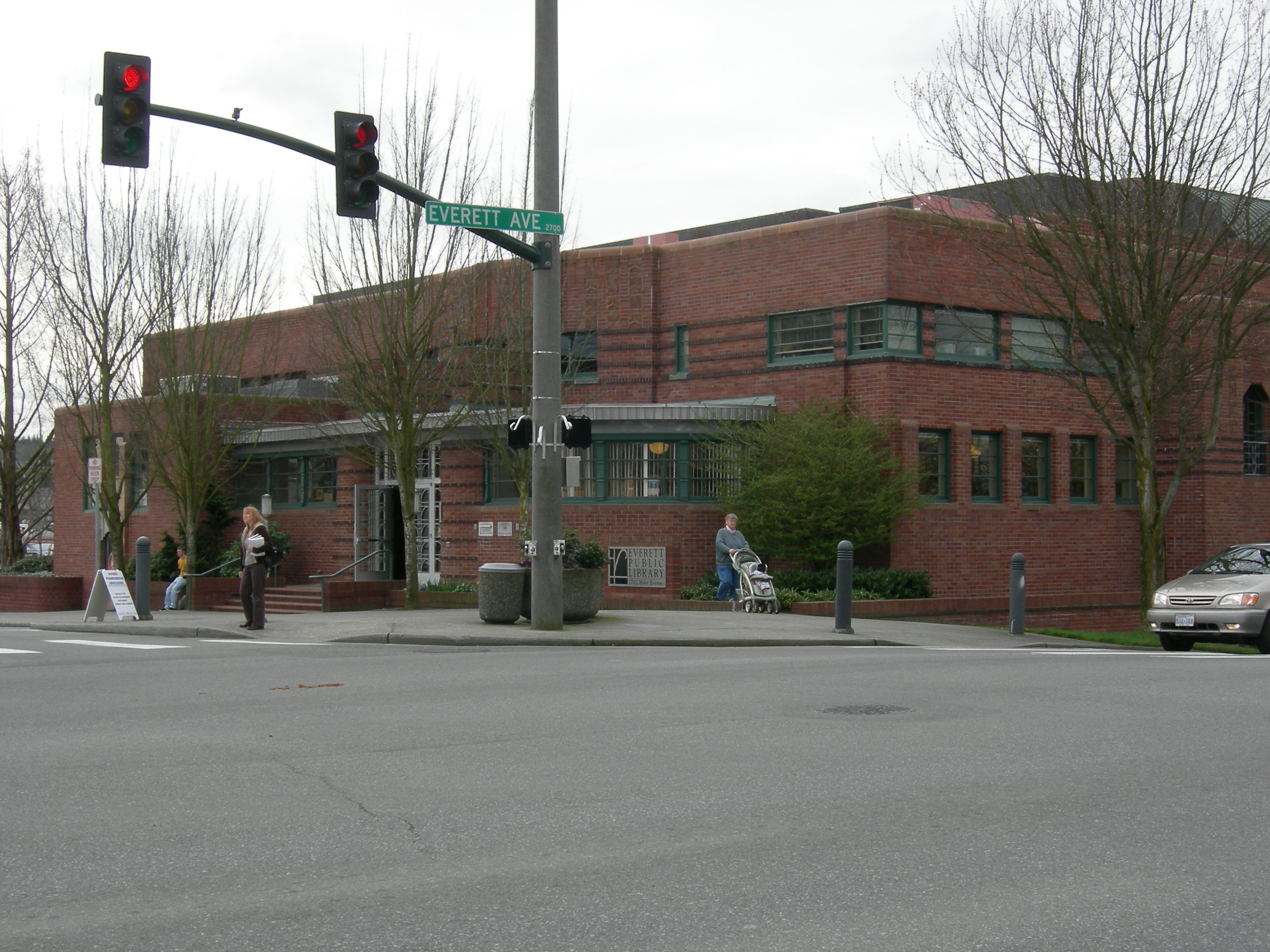
Az 1934-ben megnyílt könyvtár

### Közoktatás
Az Everett Public Schools 26 iskolájának a 2018–2019-es tanévben 20 863 diákja, 1106 tanára és 687 egyéb alkalmazottja volt. Az öttagú igazgatótanács által irányított tankerület 130 négyzetkilométeres területről fogad tanulókat. Everett déli és nyugati városrészeinek intézményei a Mukiletói Tankerület fennhatósága alá tartoznak.
2016-ban a négyéves középiskolai képzést folytatók 90, míg az ötéves képzésben résztvevők 94,5 százaléka tett sikeres érettségi vizsgát. A negyedik középiskola egy finanszírozási csomag része volt, amelyet 2018 februárjában nem szavaztak meg, ezért megváltoztatták a többi iskola illetékességi határát. A városban két alternatív középfokú intézmény (Sequoia és ACES) működik; előbbit az everetti, utóbbit pedig a mukilteói tankerület üzemelteti.
A legnagyobb egyházi fenntartású intézmény a Thomas J. Murphy érsekről elnevezett középiskola, valamint az Everett Christian School, a Cedar Park Christian School és a Northshore Christian Academy.

### Felsőoktatás
A kétéves képzéseket kínáló Everetti Közösségi Főiskolának 2019-ben 19 ezer hallgatója és 463 oktatója volt. Az 1941-ben megnyílt intézményt 1958-ban költöztették jelenlegi helyére, a Legion Memorial golfpálya közelébe. A Nyugat-washingtoni Egyetem everetti campusa a főiskola épületében működik.
Az 1990-es években a térségben többen is egy négyéves kurzusokat indító főiskola megnyitását kérték. A Washingtoni Egyetem 1990-ben alapított bothelli campusa hallgatóinak mindössze 27%-a származott Snohomish megyéből. 2007-ben az állami törvényhozás új telephely megnyitását tervezte; a lehetséges helyszínek Everett, Lake Stevens és Marysville voltak. 2008-ban a forráskivonások miatt a projektet felfüggesztették.
A Washingtoni Állami Egyetem everetti kampusza 2017-ben nyílt meg, ezzel a WSU lett az alternatív képzéseket kínáló Észak-Puget Sound-i Egyetemi Központ koordinációjáért felelős szervezet.
A településen több magánegyetem (Seattle-i Városi Egyetem, Everesti Főiskola, Embry–Riddle Repüléstechnikai Főiskola és Columbia Főiskola) is folytat oktatást. A huszadik században két evangélikus intézmény (Bethania és Columbia) is működött. 1996-tól Everettben volt a 2006-ban bezárt Henry Cogswell Főiskola székhelye. A Bryman és Trinity főiskolák a 2010-es években szűntek meg.

### Könyvtárak
A 258 133 elemmel rendelkező könyvtárba a 2018-as adatok szerint 45 205-en iratkoztak be. Az 1894-ben alapított intézményt 1905-ben állandó helyszínre költöztették. A belvárosi könyvtárat 1934-ben alapították, 1991-ben pedig kibővítették. A dél-everetti létesítmény 1985-ben nyílt meg, 2019-ben pedig felújításon esett át. A Sno-Isle Libraries 2017-ben nyitotta meg dél-everetti fióktelepét.

## Infrastruktúra

### Egészségügy

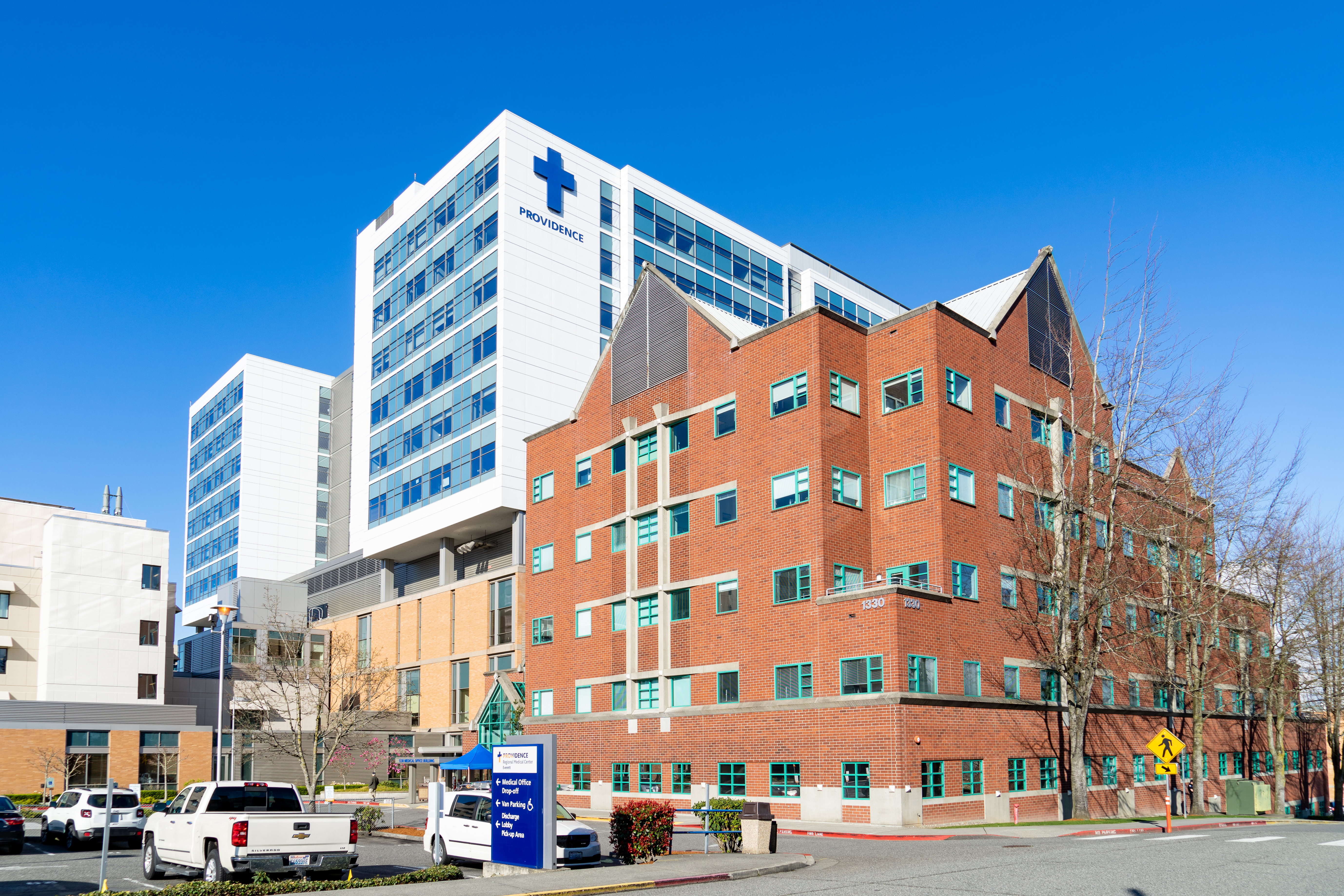
A Providence Colby telephelye

Az 1994-es összevonással létrejövő Providence Regional Medical Center Everettet alkotó két kórház a Providence Health & Services tulajdonában áll; az Everett General Hospital 1894 januárjában, a Providence Hospital pedig 1905-ben nyílt meg. Az előbbi kórházból kialakított Colby telephelyet 2011-ben bővítették. A 3300 személyt foglalkoztató, 571 ággyal rendelkező kórházak sürgősségi ellátást is nyújtanak.
A Kaiser Permanente szakrendelői három intézmény 1994-es összevonásával jöttek létre. A The Everett Clinic megyei rendelőinek összesen 320 ezer páciense van. Az 1924-ben alapított hálózat 2016-ban a DaVita Inc., később pedig az Optum tulajdonába került. Az elsődlegesen az alacsony jövedelműek és a biztosítással nem rendelkezők ellátására létrejött Community Health Center of Snohomish County öt intézményt üzemeltet.

### Közlekedés

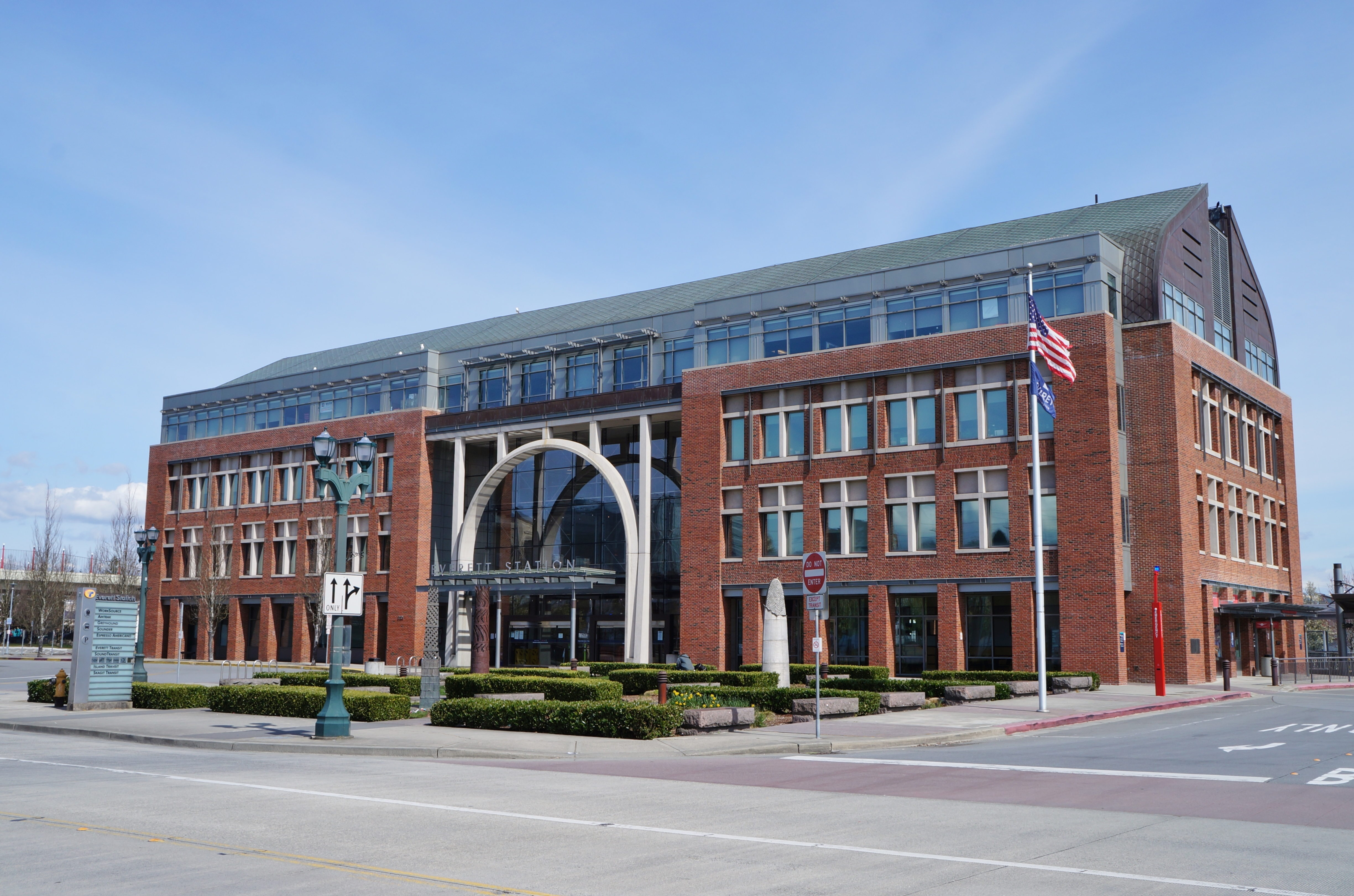
Everett állomás homlokzata

Everett közúton az I-5-ön, a US-2-n, a WA-99-en, a WA-526-on és a WA-527-en közelíthető meg. Az Interstate 5 helyi szakaszán naponta 182 ezer jármű halad át; itt 39 kilométer megtételéhez átlagosan 94 percre van szükség.
Everett állomás 2002-ben nyílt meg. A város vasúton az Amtrak két járatával, az Amtrak Cascadesszel és az Empire Builderrel közelíthető meg, amelyek a BNSF pályáján közlekednek. Everett a Sound Transit által üzemeltetett Sounder helyiérdekű vasútvonal északi végállomása; a járattal Seattle és Mukilteo felé lehet eljutni. Távolsági buszjáratokat a Greyhound Lines, a BoltBus és a Northwestern Trailways indít. A BNSF a város északnyugati részén járműtelepet tart fenn.
Az 1969-ben alapított Everett Transit az 1893-tól közlekedő villamosvonalat váltotta ki. A Community Transit által közlekedtetett Swift BRT-rendszer járataival Mill Creek és Bothell, a Sounder Transit buszaival pedig Seattle érhető el. A 2016-ban elfogadott tervezet szerint a Link könnyűvasúti járatot 2036-ig Everettig hosszabbítják meg. Az 1910 és 1939 között létező villamosvonal helyén gyalogos útvonalat alakítottak ki.
Az 1936-ban megnyílt Paine repülőtér kezdetben katonai célokat szolgált, majd 1966-ban itt nyílt meg a Boeing szerelőüzeme. 2019. március 4-én átadták a repülőtér új terminálját, ezzel újraindították a kereskedelmi járatokat. Everett és Hat Island között komp közlekedik.

### Közművek
Az elektromos áramot a megyei közműszolgáltató, a földgázt pedig a Puget Sound Energy biztosítja. A hulladékszállításért és -újrahasznosításért a Rubatino Refuse Removal és a Waste Management felel.
A városi vízszolgáltató Snohomish megye 80%-át fedi le. Az ivóvíz a Spada-víztározóból származik; a szennyvizet a Chaplain-tónál kiépített üzemben tisztítják. A csapadékvíz a Smith-szigeten történő tisztítás után a Snohomish folyóba kerül. A Sultan folyótól a városig tartó, 40 kilométeres csatornahálózatot 1917-ben adták át; a Spada-víztározót 1965-ben alakították ki a Culmback gát megépítésével.
Telekommunikációs szolgáltatásokat a Ziply Fiber, a GTE Northwest, a Verizon, a Comcast, a Lumen Technologies (korábban CenturyLink) és a Wave Broadband nyújt.

## Sport
Everettben kettő nagyobb sportlétesítmény található. Az Everett Silvertipsnek otthont adó Angel of the Winds Arena 2003-ban nyílt meg; a csarnokban műjégpálya és kongresszusi központ is található, emellett kosárlabda-, tenisz- és műkorcsolya-bajnokságot is rendeztek már itt. Az Everett AquaSox (korábban Giants) a 3652 férőhelyes Funko Fielden játszik. A baseballstadion az 1947-ben épült, 12 ezer férőhelyes Everett Memorial Stadium Complex része, amely egyben a középiskolai sportcsapatok otthona.
A Snohomish County Explosion 2007 és 2010 között létező baseballcsapat volt. Az Everett Hawks 2002 és 2007 között, az Everett Raptors pedig mindössze 2012-ben pályára lépő amerikaifutball-csapat volt. A Washington Stealth székhelyét 2014-ben Brit Columbiába helyezte át.
Az Everett BigFoot labdarúgócsapat 1997-ben Seattle-be költözött. A North Sound SeaWolves 2011-ben a Mariner középiskolában, a következő évtől pedig Edmondsban játszott. Az Everett Jets FC amatőr futballcsapat először 2020-ban lépett pályára.
| Csapat                     | Sportág        | Liga                                                                 | Fennállás | Stadion                  | Bajnokságok |
| -------------------------- | -------------- | -------------------------------------------------------------------- | --------- | ------------------------ | ----------- |
| Everett AquaSox            | Baseball       | Northwest League                                                     | 1984–     | Funko Field              | 1985, 2010  |
| Everett Hawks              | Arena football | Indoor Football League                                               | 2002–2007 | Everett Events Center    |             |
| Everett Jets FC            | Labdarúgás     | Evergreen Premier League                                             | 2020–     | Everett Memorial Stadium |             |
| Everett Raptors            | Arena football | National Indoor Football League, AF2                                 | 2012      | Comcast Arena            |             |
| Everett Silvertips         | Jégkorong      | Western Hockey League                                                | 2003–     | Angel of the Winds Arena |             |
| Snohomish County Explosion | Kosárlabda     | International Basketball League, National Athletic Basketball League | 2007–2010 | Angel of the Winds Arena |             |
| Washington Stealth         | Box lacrosse   | National Lacrosse League                                             | 2010–2013 | Comcast Arena            | 2010        |

## Média
A The Everett Herald napilapnak negyvenezer előfizetője van. Az 1901. február 11-étől megjelenő újság az Everett News, az Everett Times és az Everett Tribune összevonásával jött létre. A lap 1978 óta a The Washington Post Company tulajdonában állt, amely 2013-ban eladta azt a Sound Publishingnek. Az online változat 1997. január 5-én, az üzleti melléklet 1998-ban, a spanyol nyelvű La Raza del Noroeste pedig 2006 áprilisában jött létre. A 2011-ben alapított My Everett News a The Seattle Times partnereként működik.
A KONG-TV 1997-ben indult. A The Everett Channelen képviselő-testületi üléseket és városi eseményeket közvetítenek. A városban négy rádióadó üzemel. A Skotdal család tulajdonában két csatorna van: a KRKO-AM slágerlistás dalokat, a KKXA-AM pedig countryzenét játszik. Az 1991-ben alapított KSER-FM-en helyi hírek hallhatók. Everettben van a koreai nyelvű KWYZ-AM székhelye, amely Federal Wayből sugároz.

## Nevezetes személyek
A város nevezetes személyei között vannak Henry M. Jackson szenátor, Roland H. Hartley és Monrad Wallgren kormányzók, Jim Ennis amerikaifutball-edző, továbbá Jim Lambright, Mike Price és Dennis Erickson amerikaifutball-játékosok.

## Testvérvárosok
- Ivakuni, Japán[386]
- Sligo, Írország[387]
- Szovjetszkaja Gavany, Oroszország[388]

## Fordítás
- Ez a szócikk részben vagy egészben  az   Everett, Washington című angol Wikipédia-szócikk ezen változatának fordításán alapul.  Az eredeti cikk szerkesztőit annak laptörténete sorolja fel. Ez a jelzés csupán a megfogalmazás eredetét és a szerzői jogokat jelzi, nem szolgál a cikkben szereplő információk forrásmegjelöléseként.